# 桑伯恩 (北达科他州)
桑伯恩（英語：Sanborn），是美国北达科他州下属的一座城市。根据2010年美国人口普查，该市有人口192人。2011年估计该市有人口190人，相对于2010年，增长率为?1.04%。